# Halterofilismo nos Jogos Paralímpicos de Verão de 2012 - Até 82,5 kg masculino
A disputa da categoria até 82,5 kg masculino foi realizada no dia 4 de setembro no Complexo ExCel, em Londres.

## Medalhistas
| Ouro   | IRI Majid Farzin    |
| Prata  | CHN Gu Xiao Fei     |
| Bronze | EGY Metwaly Mathana |

## Formato de competição
Os atletas foram divididos em dois grupos. Os atletas do grupo A, favoritos a medalha, competem depois dos atletas do grupo B. Cada atleta tem 3 tentativas para efetuar um movimento válido. Uma quarta tentativa será permitida apenas se o atleta tiver a intenção de quebrar um recorde mundial ou paralímpico, no entanto, essa quarta tentativa não contará para o resultado final. Se houver empate entre dois ou mais atletas, prevalecerá aquele que tiver a menor massa corporal.

## Recordes
| Recorde mundial     | 248,0 kg | CHN Zhang Haidong  | Kunming, China    | 18 de maio de 2007    |
| Recorde paralímpico | 243,0 kg | KOR Park Jong-Chul | Sydney, Austrália | 27 de outubro de 2000 |

Nenhum recorde foi quebrado nesta competição.

## Resultados
| Pos.   | Atleta                                | Grupo | Massa corporal (kg) | Tentativas (kg) | Tentativas (kg) | Tentativas (kg) | Tentativas (kg) | Resultado (kg) |
| Pos.   | Atleta                                | Grupo | Massa corporal (kg) | 1               | 2               | 3               | 4               | Resultado (kg) |
| ------ | ------------------------------------- | ----- | ------------------- | --------------- | --------------- | --------------- | --------------- | -------------- |
| Ouro   | IRI Majid Farzin                      | A     | 80,44               | 233,0           | 235,0           | 237,0           | 244,0           | 237,0          |
| Prata  | CHN Gu Xiao Fei                       | A     | 80,92               | 221,0           | 228,0           | 238,0           | –               | 228,0          |
| Bronze | EGY Metwaly Mathana                   | A     | 80,68               | 227,0           | 234,0           | 237,0           | –               | 227,0          |
| 4      | NGR Opeyemi Jegede                    | B     | 80,22               | 190,0           | 200,0           | 205,0           | –               | 205,0          |
| 5      | MEX Porfirio Francisco Arredondo Luna | A     | 81,91               | 195,0           | 201,0           | 206,0           | –               | 195,0          |
| 6      | JPN Hideki Odo                        | A     | 81,95               | 181,0           | 187,0           | 191,0           | –               | 191,0          |
| 7      | LBR James Siaffa                      | B     | 80,43               | 180,0           | 190,0           | 197,0           | –               | 190,0          |
| 8      | POL Piotr Szymeczek                   | A     | 80,59               | 190,0           | 195,0           | 195,0           | –               | 190,0          |
| 9      | IND Sachin Chaudhary                  | A     | 82,08               | 187,0           | 187,0           | 188,0           | –               | 187,0          |
| 10     | RWA Theogene Hakizimana               | B     | 79,56               | 165,0           | 175,0           | 180,0           | –               | 175,0          |
| 11     | RUS Karen Abramyants                  | B     | 81,57               | 165,0           | 176,0           | 176,0           | –               | 165,0          |
| 12     | LBA Abdelrazik Baaba                  | B     | 80,13               | 150,0           | 155,0           | 163,0           | –               | 155,0          |
| —      | ECU José Marino                       | B     | 81,93               | 175,0           | 177,0           | 177,0           | –               | —              |
| —      | USA Ahmed Shafik                      | B     | 81,25               | 180,0           | 180,0           | 180,0           | –               | —              |

Legenda
| Recorde mundial      | Recorde mundial (World record)               |                       | Recorde africano                      | Recorde africano (African) |                                           | Q | Classificado por posição (Qualified) |
| Recorde paralímpico  | Recorde paralímpico (Paralympic record)      | Recorde da América    | Recorde da América (Americas)         | q                          | Classificado por melhor tempo (Qualified) |   |                                      |
| Melhor marca do ano  | Melhor marca do ano (World leading)          | Recorde asiático      | Recorde asiático (Asian)              | DNS                        | Não largou (Did not start)                |   |                                      |
| Recorde nacional     | Recorde nacional (National record)           | Recorde europeu       | Recorde europeu (European)            | DNF                        | Não terminou (Did not finish)             |   |                                      |
| Recorde pessoal      | Recorde pessoal do atleta (Personal best)    | Recorde da Oceania    | Recorde da Oceania (Oceania)          | DSQ / DQ                   | Desclassificado (Disqualified)            |   |                                      |
| Recorde da temporada | Recorde da temporada do atleta (Season best) | Recorde sul-americano | Recorde sul-americano (South America) | NM                         | Sem marca (No mark)                       |   |                                      |